# Lolo Pigidal
Der Lolo Pigidal (kurz: Pigidal) ist ein osttimoresischer Berg im Verwaltungsamt Bobonaro (Gemeinde Bobonaro). Er hat eine Höhe von 794 m. Er liegt im Norden der Aldeia Zo-Belis (Suco Lourba). Nördlich liegen mehrere kleine Ortschaften. Nach Süden hin fällt das Land über 200 m hinab zum Fluss Loumea. Am anderen Ufer steigt es wiedr an zum Lolo Mole (712 m).